# Mauzé-sur-le-Mignon

Mauzé-sur-le-Mignon este o comună în departamentul Deux-Sèvres, Franța. În 2009 avea o populație de 2,758 de locuitori.